# Асими Гоита
Асими Гоита (фр. Assimi Goïta; Кати, 9. новембар 1983) је малијски пуковник и привремени председник Малија. Био је лидер Националног комитета за спас народа и учествовао у војном пучу 2020. године када је са власти збачен Ибрахим Бубакар Кејта. Гоита је 2021. године предводио нови државни удар против Ба Ндауа и именован за привременог председника Малија 28. маја 2021. године.

## Биографија
Рођен 9. новембра 1983 у Малију, у породици војног капетана, најстарије је дете у породици. Одрастао је у Куликору , где је његов отац премештен због посла. Почев од 1992. године, похађао је средњу војну школу, затим војну школу у Катију и комбиновану у граду Куликоро , где је изабрао оклопне снаге као своју специјализацију. Завршио припремне курсеве у Француској и Немачкој.
Ожењен, отац троје деце.